# Gordon Harris
Gordon Harris (Worksop, 1940. június 2. – 2014. február 10.) válogatott angol labdarúgó, középpályás.

## Pályafutása

### Klubcsapatban
A Firbeck Colliery csapatában kezdte a labdarúgást. 1958 és 1967 között a Burnley játékosa volt, ahol tagja volt az 1959–60-as idényben a bajnokcsapatnak és az 1962-es angol kupa-döntős együttesnek. 1967 és 1971 között a Sunderland, 1971 és 1975 között a  South Shields labdarúgója volt.

### A válogatottban
1966. január 5-én Lengyelország ellen egy alkalommal szerepelt az  angol válogatottban. A találkozó 1–1-es döntetlennel ért véget és Harris a sérült Bobby Charltont helyettesítette.

## Sikerei, díjai
Burnley FC
- Angol bajnokság (First Division)
  - bajnok: 1959–60
- Angol kupa (FA Cup)
  - döntős: 1962